# 新潟県立豊栄高等学校
新潟県立豊栄高等学校（にいがたけんりつ とよさかこうとうがっこう、英: Niigata Prefectural Toyosaka High School）は、新潟県新潟市北区上土地亀大曲にある県立の高等学校。

## 設置学科
- 普通科（2年次から下記の3コースに分かれる）
  - 文理コース
  - 芸術コース
  - スポーツコース

## 沿革
- 1966年（昭和41年）12月 - 本校設立許可公示。
- 1967年（昭和42年）
  - 2月 - 生徒募集公示（全日制普通科・商業科、定時制の3科を設置）。
  - 4月 - 新潟県立新発田商工高等学校葛塚分校が移管され、本校定時制中心校と改称。新潟県立水原高等学校長浦分校が移管され、本校長浦分校と改称。
  - 9月 - 新校舎に移転（9月4日のこの日を創立記念日とする）。
- 1981年（昭和56年）3月 - 定時制課程閉校式挙行。
- 1986年（昭和61年）3月 - 情報処理（商業）施設設備。
- 2001年（平成13年）
  - 3月 - 校内LAN整備。
  - 11月 - 学校ビオトープ竣工。
- 2003年（平成15年）4月 - 全日制課程商業科募集停止。
- 2004年（平成16年）
  - 4月 - 普通科コース制を2年次より開始。
  - 11月 - 商業科閉科式挙行。
- 2023年（令和5年）7月 - 2026年（令和8年）度に募集停止されることが発表される[3]。

## 校歌
作詞：宮柊二、作曲：小山郁之進

## アクセス
- JR白新線 豊栄駅より南へ徒歩約15分
- 新潟交通 E4 大形線 「他門大橋」バス停より徒歩すぐ
  - E45系統（万代シテイ・新潟駅前 - 一日市 - 早通駅前 - 豊栄駅前）が発着する。

## 学校行事
- 4月 入学式、対面式
- 5月 中間考査
- 6月 体育祭
- 7月 期末考査、球技大会
- 9月 マラソン大会
- 10月 中間考査、2年修学旅行
- 11月 にいばり祭
- 12月 期末考査
- 1月 3学年末考査
- 2月 学年末考査、三送会
- 3月 卒業式

## 部活動

### 運動部
- 野球部
- 陸上競技部
- 卓球部
- サッカー部
- バドミントン部
- 柔道部（北信越・全国大会常連）
- 剣道部
- テニス部
- ソフトテニス部
- バスケットボール部

### 文化部
- 吹奏楽部
- 理科部
- 演劇部
- 書道部
- JRC部
- 美術部
- パソコン部
- 写真部